# Pompinhan (Gard)
Pompinhan (en francès Pompignan) és un municipi francès situat al departament del Gard i a la regió d'Occitània.